# コズミック☆倶楽部
コズミック☆倶楽部（コズミックくらぶ）は、千葉県柏市を中心に活動する日本の女性2人組ヴォーカルユニットである。

## 概要
柏市、及び千葉県全域を盛り上げていく目的で2012年5月に行われた公開オーディション「第4回カシワシムスメコンテスト」で、5人組の御当地アイドルグループとして結成された。現在はより洗練されたヴォーカルユニットとして柏をはじめ、東葛地区、千葉県全域のイベント、音楽祭などで活動した。名称の「コズミック☆倶楽部」は宇宙の果てまで歌声が届くようにとの願いと、放課後のクラブ活動のように楽しく!の二つ意味が込められている。プロデューサーは柏生まれ柏育ちのパッパラー河合（爆風スランプギタリスト）。2021年11月7日に解散。

## メンバー
- なるみん
神奈川県生まれ豊四季育ち。自称「豊四季の女王」である。2016年第一回豊四季祭りへの意気込みは並々ならぬものがある。ダンスの腕前はインストラクターも務める実力派でコズミック倶楽部の楽曲振り付けは全てなるみんが手掛けたものである。性格は明るく朗らかで陽気なアメリカン。いつだって前向きに生きるがモットーである。セルフプロデュースマガジン「ちばかわいいくらぶ」編集長。千葉県在住。誕生日10月30日。
- レミ
東京都生まれ市川市育ち。2016年7月31日、コズ☆くら加入。2012年ミス・アースJAPAN TOP6＆特別賞。2014年　準ミスインターナショナル日本代表。世界4大ミスコン、全ての大会に出場しているミスコン女王。現在は女の子に人気のプリパラ・リアルめが姉ぇとしても活躍中。レミ・インターナショナルとして2016年春にCD「よろしく!ドッピオ」をリリースしている。市川市在住。誕生日4月24日。

### コズミック☆倶楽部ＰＲ大使
- あいひょん
元・コズミック☆倶楽部のリーダー。最強の食いしん坊だが、体はヒョロヒョロである。おとなしい性格でお嬢様、と勘違いされるが、実はにぎやかな庶民派である。コズミック倶楽部のジャケット中に描かれたイラストは全てあいひょん画伯によるもの。学生時代は長身を生かしてバレー部所属で、本気でバレーに打ち込んでいた。中国留学の経験もあり中国語堪能。家族そろって柏レイソルの大ファンでもある。千葉県在住。誕生日11月6日。

### 元メンバー
- まいまい - 大学進学の為、卒業
- ゆっし〜 - 大学進学の為、卒業
- けこにゃん - 本業の契約の為、卒業

## 歴史
- 2012年5月 - 結成。高島屋の前のデッキで結成された。
- 2012年7月 - 柏まつりで初ステージ、CDも発売された。
- 2013年7月 - ゆっし～、まいまい卒業
- 2014年10月 - けこにゃん卒業
- 2016年7月 - レミ加入
- 2018年8月 - あいひょん卒業
- 2021年11月 - 解散

## 作品

### シングル
| 枚   | 発売日         | タイトル | 順位 | 備考                              | 規格品番 |
| ---- | -------------- | --- | ---- | --------------------------------- | -------- |
| 1st  | 2012年7月28日  | 第三種接近遭遇/宇宙の掟/明日天気になあれ                                                                               | -    | 初期メンバー5人での唯一のシングル | -        |
| 2nd  | 2013年7月27日  | born in the 千葉/コズ☆くら 危機一髪!/綾瀬行き地獄列車                                                                  | -    | メンバー3人となってからのシングル | -        |
| 3rd  | 2013年12月15日 | サンタが街にやって来い!/魔法の言葉・チュルル                                                                           | -    | 魔法～は、こず☆くら初バラード     | -        |
| 4th  | 2014年4月16日  | 京葉フリーウェイ/忘れないでね/涙ナミダの布施弁天                                                                       | -    |                                   | -        |
| 5th  | 2014年7月26日  | 柏ガール☆恋したガール/千分の一の女/私の彼はカレー好き                                                                  | -    |                                   | -        |
| 7th  | 2014年12月23日 | サンタが街にやって来い!/魔法の言葉・チュルル(2014version)                                                              | -    |                                   | -        |
| 8th  | 2015年11月1日  | ヒメジョオンのささやき/born in the 千葉 ♡ 極/最後のダンス                                                              | -    |                                   | -        |
| 10th | 2016年3月26日  | こんにチバ!さようなら!/フワフワ・ふわり                                                                                | -    |                                   | -        |
| 11th | 2017年12月23日 | サンタが街にやって来い 2017 Pinky mix/魔法の言葉・チュルルル 2017 Milky mix/サンタが街にやって来い 2017 hontonimou mix | -    |                                   | -        |

### 企画ものシングル
| 枚  | 発売日         | タイトル                                                                 | 順位 | 備考                           | 規格品番 |
| --- | -------------- | ------------------------------------------------------------------------ | ---- | ------------------------------ | -------- |
| 6th | 2014年10月12日 | テガヌマーシュ狂詩曲/いつだって沼南ボーイ/いつだって沼南ボーイ～tega_ver | -    | 沼南戦隊テガレンジャーとコラボ | -        |
| 9th | 2016年3月26日  | 恋するホンビノス/ホンビノス・クッキング                                  | -    | ホンビノス・ガールとして活動   | -        |

### アルバム
| 枚                | 発売日         | タイトル          | 備考                                 | 規格品番 |
| ----------------- | -------------- | ----------------- | ------------------------------------ | -------- |
| 1st               | 2013年10月26日 | RED ZONE          | タイトルは「爆発寸前」を意味している | -        |
| 2nd               | 2014年12月23日 | 石榴              | 「ざくろ」は真っ赤に熟れ頃です       | -        |
| Special アルバムⅠ | 2014年12月23日 | WORKMAN CALLING   | 全ての労働者に捧ぐ                   | -        |
| ベスト アルバム   | 2017年3月11日  | BEST              | 別verも収録                          | -        |
| Special アルバムⅡ | 2017年5月20日  | WORKMAN CALLING Ⅱ | 全ての労働者に捧ぐⅡ                  | -        |
| 3rd               | 2017年11月3日  | チバニアン        | 我らチバニアン！                     | -        |

### RED ZONE 収録曲
1. born in the 千葉 ： 千葉県を愛するあまり、生まれた曲
2. 弁当記念日 ： 弁当を愛するあまり、生まれた曲　リーダーソロ
3. コズ☆くら 危機一髪! ： 日本の休日の危険性を検証する
4. 第三種接近遭遇 ： これが人類のファーストコンタクトだ!(3人バージョン)
5. 宇宙の掟 ： JAXA公式ソングを狙ったが・・・(3人バージョン)
6. 綾瀬行き地獄列車 ： 千代田線利用者の心情
7. にゃん!にゃん!にゃん! ： けこにゃんソロ
8. 豊四季の女王 ： なるみんソロ
9. 明日天気になあれ ： 柏御当地ソング(3人バージョン)
10. Hello!パントック ： 絵描き歌

### 石榴 収録曲
1. チョットマッテクダサイ
2. 柏ガール☆恋したガール
3. 私の彼はカレー好き
4. 小犬のチョコタン
5. 千分の一の女
6. 京葉フリーウェイ
7. 忘れないでね
8. 涙ナミダの布施弁天
9. 組曲～RED ZONE

メモリアル・トラック
1. サンタが街にやって来い!
2. 魔法の言葉・チュルル

### CHIBANIANUS 収録曲
1. こんにチバ!さようなら!
2. ヒメジョオンのささやき
3. We are チバニアン!
4. 夏の三番瀬
5. バリバリサーキットの狼伝説
6. 野田でイイのだ
7. ノダノダ・ドリーマー
8. フワフワ・ふわり
9. 最後のダンス
10. 千葉時代

## 出演

### 地域企業応援ソング
- Dr.カシワ（柏市医師会）
- いつだって沼南ボーイ（柏市沼南商工会青年部）
- テガヌマーシュ狂詩曲（柏市沼南商工会青年部）
- 一分・de・お願い （柏消防署）
- オレは柏の保安官（柏警察署管内職場警察連絡協議会）
- 男は黙ってサッポロビール（千葉サッポロ星の会）
- Kashiwa Taxman（柏税務署法人会）
- 竹鶴ください（ニッカウヰスキー柏工場）
- 柏銀座通りで逢いましょう（柏銀座通り商店会）
- リメンバー#9110（千葉県警察本部）
- 船橋ボンバイエ（船橋ボンバイエ）
- ブリオベッカ三段活用（JFLブリオベッカ浦安）
- 私の彼はカレー好き（BOMBAY／柏市）
- Welcom！海援隊道場（KAIENTAI DOJO）
- HANANOIMO（柏市花野井芋煮会）
- ヨーグルトレボルーション（フルヤ乳業）
- 参議院・衆議院（千葉県選挙管理委員会）
- 空へ〜日医ジョガーズ（日本医師ジョガーズ連盟）
- さぁ 選挙 行くぞ （千葉県選挙管理委員会）
- 18歳になったから（千葉県選挙管理委員会）
- 恋するホンビノス（ソフトシェルクラブ協会）
- ホンビノスクッキング（ソフトシェルクラブ協会）
- バリバリ狼のサーキット伝説（阪神ライディングスクール）
- king of newspapers (千葉日報創刊60周年記念)

### テレビ
- カフェ日和（フーディーズTV）
- ケンイチ（BS日テレ）
- 東葛調査隊（J:COMチャンネル）
- DO ローカル一直線～地元愛TV～（J:COMチャンネル）

### ラジオ
- BAY LINE GO!GO!（bayfm）
- サンプラザ中野くんのせたがやたがやせ（FM世田谷）
- 開局70周年を記念FM番組「チバ☆スタ」公開録音（NHK千葉放送局）

### CM
- 千葉テレビ放送公式オンラインショップ（地元柏市のカレー店「ボンベイ」の土産用カレーの宣伝）

### インターネットニュース番組
- 千葉日報ニュースβ[1]

### 柏市内 イベント
- 柏まつり[2]
- 松葉町ふるさと祭り
- 音街かしわ
- プロバスケットボールチーム「千葉ジェッツ」ハーフタイムライブ
- チャリティーミュージックフェス「絆」2013
- 日立メディコ「柏さつき祭」
- 第4回イースタン・リーグ柏の葉シリーズ　ミニライブ"
- 柏・我孫子花火大会in手賀沼Ustream生中継 - メインMC
- 第3回ふれあい花野井まつり
- 柏街ごとキッザニア
- かしわスポーツフェスティバル
- 柏ウエディングスタイルフォーラム
- 沼南まつり
- 拡大判ての市
- 柏マルシエ[3]

他

### 柏市外 イベント
- 東京タワーTV
- 三井アウトレットパーク 木更津
- 流山市民祭り
- パナソニック　決起懇親会 ゲストライブ
- 第46回ブロック大会・松戸大会ご当地アイドル大集合!
- 熱血BO-SO TV 「熱血ご当地アイドル大集合!」 2014年12月27日[4]
- 市川ほおずき市
- 浦安市イクスピアリ 2015年1月10日、千葉県警＃9110啓発イベント。一日通信指令課長を勤めると共にオリジナルソング「リメンバー#9110」（作詞・作曲：パッパラー河合）を披露した[5][6]。
- 2015年9月4日、9月5日、「流鉄ビア電車」イベント[7][8]

他

## その他活動
千葉美少女図鑑モデル・柏美少女図鑑モデルを経て、セルフプロデュースマガジン「ちばかわいいくらぶ」専属モデル他、各種広告、雑誌モデルとして活動した。
- 2015年度 千葉県警察本部 - 110番ポスターモデル
- 2015年1月 千葉県警察本部 - 一日通信指令課長 委嘱
- 2015年7月 ソフトシェル倶楽部協会 - ホンビノス貝宣伝大使任命
- 2015年9月 銚子警察署 - 一日交通安全大使 委嘱
- 2015年10月 千葉県アクアラインマラソン - 招待タレントランナー
- 2016年 千葉県畜産協会 チバザビーフ宣伝大使任命
- 2017年 ホットヨガスタジオマグーナ柏 - 初代マグーナガール任命
- 2017年 鈴鹿8耐チーム阪神ライディングスクール - チームクイーン
- 2017年 ちば国保月間PR - ポスターモデル
- 2017年 千葉県柏市ふるさと納税PR大使